# Zaigrajewo
Zaigrajewo – osiedle typu miejskiego w Rosji, w Buriacji. W 2010 roku liczyło 5586 mieszkańców. Ośrodek administracyjny rejonu zaigrajewskiego.